# Episodi di Dallas (serie televisiva 1978) (nona stagione)
Questa voce contiene trame, dettagli e crediti dei registi e degli sceneggiatori della nona stagione della serie televisiva Dallas.
Negli Stati Uniti d'America, è stata trasmessa per la prima volta dalla CBS dal 27 settembre 1985 al 16 maggio 1986, posizionandosi al 6º posto nei rating Nielsen di fine anno con il 21,9% di penetrazione e con una media di quasi 19 milioni di spettatori.
In Italia la stagione è stata trasmessa nel corso di due stagioni televisive (tra l'8 aprile 1986 e il 24 marzo 1987), subito seguita (dal 31 marzo 1987) dalla decima stagione, rendendo nulla la suspense del "cliffhanger" di fine stagione.
- Il cliffhanger di fine stagione

Angelica Nero porta una valigetta nell'auto di Jack e nell'ufficio di J.R. e attiva due bombe. Fortunatamente, la donna viene fermata dalla polizia mentre minaccia l'uomo con una pistola nei corridoi del palazzo. J.R. chiama Jack e mentre sono al telefono, si sente un'esplosione. Jack si affaccia alla finestra e vede che l'auto di Jamie sta andando a fuoco con lei dentro. J.R. corre quindi da Jack. Nel frattempo Sue Ellen si sta recando nell'ufficio di J.R. Proprio in quel momento, la bomba esplode. Subito dopo, vediamo Pamela che si sveglia nel suo letto, mentre qualcuno sta facendo la doccia. Pensando che sia Mark, apre la porta della doccia e trova Bobby, vivo e vegeto.

Risoluzione: Gli eventi accaduti in tutta la stagione nove (e gli episodi finali dell'ottava stagione) vengono risolti come un sogno di Pamela, stratagemma usato dagli sceneggiatori per reintrodurre nella serie il personaggio di Bobby. Questo deus ex machina (che dividerà i fan del serial sull'accettazione o meno di tale espediente) porta profondi cambiamenti alle storie di alcuni personaggi. Così, l'adozione di un bambino sordo da parte di Ray e Donna non è mai avvenuta; Jamie e Sue Ellen non sono morte con le bombe di Angelica Nero, Katherine - morta nell'incidente che ha ucciso Bobby - è ancora viva; Jack Ewing, personaggio introdotto nella serie come sostituto di Bobby, diventa ridondante e viene cancellato, così come il nuovo partner di Pamela, Mark Graison. Vengono inoltre a crearsi degli errori di continuità con lo spin-off California. Per questo motivo, dal 1986 in poi le due serie vivranno in due universi paralleli.
| nº | Titolo originale            | Titolo italiano          | Prima TV USA      | Prima TV Italia  |
| -- | --------------------------- | ------------------------ | ----------------- | ---------------- |
| 1  | The Family Ewing            | La famiglia Ewing        | 27 settembre 1985 | 8 aprile 1986    |
| 2  | Rock Bottom                 | Il testamento            | 27 settembre 1985 | 8 aprile 1986    |
| 3  | Those Eyes                  | Gli occhi di Sue Ellen   | 4 ottobre 1985    | 15 aprile 1986   |
| 4  | Resurrection                | Dalla nebbia del passato | 11 ottobre 1985   | 22 aprile 1986   |
| 5  | Saving Grace                | Intrighi                 | 18 ottobre 1985   | 29 aprile 1986   |
| 6  | Mothers                     | Cuore di madre           | 25 ottobre 1985   | 13 maggio 1986   |
| 7  | The Wind of Change          | Svolta decisiva          | 1º novembre 1985  | 20 maggio 1986   |
| 8  | Quandary                    | Strategia del potere     | 8 novembre 1985   | 27 maggio 1986   |
| 9  | Close Encounters            | Scontri ravvicinati      | 15 novembre 1985  | 3 giugno 1986    |
| 10 | Suffer the Little Children  | Più ombre che luci       | 22 novembre 1985  | 7 ottobre 1986   |
| 11 | The Prize                   | L'affidamento            | 29 novembre 1985  | 14 ottobre 1986  |
| 12 | En Passant                  | Affari misteriosi        | 6 dicembre 1985   | 21 ottobre 1986  |
| 13 | Goodbye, Farewell, and Amen | Più che un addio         | 13 dicembre 1985  | 28 ottobre 1986  |
| 14 | Curiosity Killed the Cat    | Tradimenti               | 20 dicembre 1985  | 4 novembre 1986  |
| 15 | The Missing Link            | Fuga di notizie          | 3 gennaio 1986    | 11 novembre 1986 |
| 16 | Twenty-Four Hours           | Lotta contro il tempo    | 10 gennaio 1986   | 18 novembre 1986 |
| 17 | The Deadly Game             | Il solito J.R.           | 17 gennaio 1986   | 25 novembre 1986 |
| 18 | Blame It on the Bogota      | La miniera di smeraldi   | 24 gennaio 1986   | 2 dicembre 1986  |
| 19 | Shadow Games                | Giochi nell'ombra        | 31 gennaio 1986   | 9 dicembre 1986  |
| 20 | Missing                     | Mistero nella giungla    | 7 febbraio 1986   | 16 dicembre 1986 |
| 21 | Dire Straits                | Problemi a Southfork     | 14 febbraio 1986  | 23 dicembre 1986 |
| 22 | Overture                    | Pensando al futuro       | 21 febbraio 1986  | 13 gennaio 1987  |
| 23 | Sitting Ducks               | Le vittime designate     | 28 febbraio 1986  | 20 gennaio 1987  |
| 24 | Masquerade                  | La carta vincente        | 7 marzo 1986      | 27 gennaio 1987  |
| 25 | Just Desserts               | La ruota della fortuna   | 14 marzo 1986     | 3 febbraio 1987  |
| 26 | Nothing's Ever Perfect      | Niente è perfetto        | 21 marzo 1986     | 10 febbraio 1987 |
| 27 | J.R. Rising                 | Tecnologie avanzate      | 4 aprile 1986     | 17 febbraio 1987 |
| 28 | Serendipity                 | Eccesso di velocità      | 11 aprile 1986    | 24 febbraio 1987 |
| 29 | Thrice In a Lifetime        | L'adozione               | 2 maggio 1986     | 3 marzo 1987     |
| 30 | Hello, Goodbye, Hello       | Riconciliazione          | 9 maggio 1986     | 10 marzo 1987    |
| 31 | Blast From the Past         | Il passato ritorna       | 16 maggio 1986    | 24 marzo 1987    |

- Cast regolare[5]:
Barbara Bel Geddes (Miss Ellie Ewing)
Linda Gray (Sue Ellen Ewing)
Larry Hagman (J.R. Ewing)
Susan Howard (Donna Culver)
Steve Kanaly (Ray Krebbs)
Howard Keel (Clayton Farlow)
Ken Kercheval (Cliff Barnes)
Priscilla Beaulieu Presley (Jenna Wade)
Victoria Principal (Pamela Barnes Ewing)

## La famiglia Ewing
- Titolo originale: The Family Ewing
- Diretto da: Nick Havinga
- Scritto da: Leonard Katzman

### Trama
Gli Ewings si riuniscono a Southfork per piangere Bobby. Cliff e Jamie cercano di confortare Pam, che si incolpa per la morte di Bobby e teme che un giorno anche Christopher incolperà lei. La signora Ellie decide di seppellire Bobby su una bellissima collina verde che domina Southfork vicino a una casa sull'albero che Jock ha costruito per lui. Gary torna a Southfork e fornisce a Ellie una spalla su cui appoggiarsi. Sue Ellen va in tilt dopo che JR la insulta per non essere stata presente quando Bobby ha salutato tutti sul letto di morte. Dusty vuole prendersi cura di Sue Ellen e J.R. sembra più che felice di far uscire Sue Ellen dalla sua vita. Pam fa del suo meglio per spiegare cosa è successo a Christopher, come fa anche JR con John Ross. Ellie cerca di spiegare a Sue Ellen che è un'alcolizzata e che Dusty non può offrirle il tipo di aiuto di cui ha bisogno. Dusty, tuttavia, adotta misure straordinarie per fermare una delle sue sbronze. Il funerale di Bobby è un piccolo evento familiare. La maggior parte dei membri della famiglia si allontana e torna a casa, lasciando J.R. solo con la bara per salutare definitivamente suo fratello.

## Il testamento
- Titolo originale: Rock Bottom
- Diretto da: Michael Preece
- Scritto da: Joel J. Feigenbaum

### Trama
Sue Ellen cambia improvvisamente idea nel lasciare Southfork quando lascia il funerale di Bobby. Dice a Dusty che è stato un errore per lei andarsene e che ha intenzione di tornare indietro. J.R. non è impressionato dal suo ritorno e il suo duro rifiuto la spinge, ancora una volta, all'alcol. Il testamento di Bobby viene letto alla famiglia e si scopre che ha lasciato la sua parte di Ewing Oil a Christopher, nella fiducia di Pam. JR non riesce a credere di dover collaborare con Pam, mentre Cliff non vuole altro che fare in modo che Pam gli venda le azioni. Mentre è in un bar, Sue Ellen ubriaca attira un uomo che si offre volontario per portarla a casa e poi la deruba della sua Mercedes. La mattina dopo, senza borsa, documenti o alcun senso di sé, Sue Ellen vaga per una parte sconosciuta della città. Una signora delle borse le offre da bere, ma Sue Ellen rifiuta sdegnosamente l'offerta. Mandy è preoccupata per il fatto che JR sia ancora un uomo sposato. Clayton ed Ellie temono per Sue Ellen e vanno a cercarla. Sue Ellen ritorna dalla signora delle borse che una volta evitava e ora condivide avidamente la sua bottiglia di vino scadente.

## Gli occhi di Sue Ellen
- Titolo originale: Those Eyes
- Diretto da: Nick Havinga
- Scritto da: Peter Dunne

### Trama
Clayton e Miss Ellie intensificano la loro ricerca di Sue Ellen, poiché
Ellie ritiene fortemente debba essere nei guai. JR cerca di acquistare azioni della Ewing Oil di Christopher mentre Jeremy Wendell della Weststar Oil lavora con Cliff per convincere Pam a vendere loro le sue azioni della Ewing Oil. Pam è davvero combattuta tra il voler fare la cosa giusta per Christopher e il chiedersi cosa Bobby vorrebbe che lei facesse. Clayton ed Ellie trovano finalmente Sue Ellen. È stata trasferita dalla zona degli ubriachi della città a un reparto di disintossicazione. Dusty arriva al reparto di disintossicazione e dà a Sue Ellen qualche gentile rassicurazione. JR arriva e lui e Dusty si scambiano pugni mentre Sue Ellen, traumatizzata, inizia a urlare e tremare tutta. La signora Ellie convince JR a rinchiudere Sue Ellen in un sanatorio.

## Dalla nebbia del passato
- Titolo originale: Resurrection
- Diretto da: Michael Preece
- Scritto da: Hollace White & Stephanie Garman

### Trama
La signora Ellie inizia a chiedersi se anche lei dovrebbe vendere le sue azioni di Ewing Oil a Weststar. Anche se non vuole che l’azienda di famiglia finisca, non vuole nemmeno che si ripeta la lotta per il controllo che ha diviso Bobby e J.R. dopo la morte di Jock. Sue Ellen scopre di non avere altra scelta che partecipare a un programma per alcolisti presso la clinica. Dusty corrompe un addetto alla clinica in cui si trova Sue Ellen per fargliela vedere. Clayton avverte Dusty che il suo coinvolgimento con Sue Ellen non è tempestivo, ma Dusty sembra molto determinato a far funzionare le cose questa volta. Sue Ellen è tentata quando un inserviente della clinica le offre da bere, a pagamento. Sebbene sia tentata, suona con ferocia perché qualcuno venga ad aiutarla. Cliff continua a fare pressioni su Pam affinché venda a Wendell. Incapace di affrontare gli affari o le decisioni che deve prendere, Pam scappa di casa e rimane piuttosto scioccata quando incontra Mark Graison.

## Intrighi
- Titolo originale: Saving Grace
- Diretto da: Nick Havinga
- Scritto da: Joel J. Feigenbaum

### Trama
Pam è sbalordita nel vedere Mark. Mark dice a Pam che non esiste una cura per la sua malattia del sangue, ma è in remissione. Le dice che ha inscenato la sua morte per risparmiarla e cercare una cura. JR è infastidito quando il suo investigatore privato non trova nulla di sporco su Jack, quindi ordina al detective di indagare su Wendell. Cliff ha due settimane per confermare gli impegni di Jack e Pam di vendere le azioni della Ewing Oil a Wendell. Sue Ellen riceve una brutta notizia sul suo futuro e decide di impegnarsi totalmente in riabilitazione. Mandy ascolta un messaggio seducente che JR lascia sul suo telefono, ma dice a se stessa che non può riprendere da dove si erano interrotti. Cliff e Jamie rimangono sbalorditi quando Pam si ferma con Mark. Ray avverte Jack di non fidarsi di JR. Ellie chiede a Dusty di stare lontano da Sue Ellen finché non si sarà ripresa. Sue Ellen giura di sconfiggere la sua dipendenza, anche quando scopre che J.R. si rifiuta di aiutarla. Jack viene svegliato da un intruso che gli ruba il passaporto. Mark attacca JR dopo aver scoperto che JR ha mandato Pam a cercarlo e giura di rovinare la Ewing Oil.

## Cuore di madre
- Titolo originale: Mothers
- Diretto da: Michael Preece
- Scritto da: Hollace White & Stephanie Garman

### Trama
JR nomina Bobby per il premio di uomo dell'anno all'Oil Baron's Ball. Cliff viene a sapere dell'irruzione a casa di Jack e si chiede cosa abbia da nascondere. Dusty dice a Clayton ed Ellie che andrà a Cheyenne per l'udienza di divorzio, ma ha intenzione di tornare per Sue Ellen. Mark spiega a Kenderson che ha deciso di rientrare nella vita di Pam perché era nei guai. Dice di essere stato onesto con lei riguardo alla sua condizione. Kenderson accetta di dirigere un centro di ricerca sulle malattie del sangue che Mark vuole fondare. Sue Ellen parla dei suoi genitori e di J.R. con il suo terapista che vuole che si concentri sul futuro. La madre di Sue Ellen arriva per un breve soggiorno a Southfork. Ellie dice a Clayton che Patricia non è mai stata altro che guai per Sue Ellen e tutti gli altri. Sue Ellen prova piacere nell'aiutare un altro paziente. Mark accetta di incontrare Wendell per discutere la sua offerta. Un fotografo invisibile scatta foto di Jenna, Charlie e Jack e poi di Jack da solo. Ellie consiglia a Ray di prendere la propria decisione sulla vendita delle sue azioni. Jack dice a Ray che è attratto da Jenna ma Ray avverte che le ci vorrà un po' per dimenticare Bobby. Ray ricorda anche a Jack che la loro terza opzione con la vendita è semplicemente schierarsi con qualunque cosa la signora Ellie decida di fare. Patricia dice a Sue Ellen che ha intenzione di restare a Dallas per aiutarla a riconquistare la sua vita. JR scopre che Mandy si è trasferita dal suo appartamento. Pam spiega a JR che ha deciso di accettare l'offerta di Wendell perché sembra il miglior interesse a lungo termine per Christopher. J.R. si sente completamente sconfitto. Ellie dice a Clayton che ha deciso di vendere a Wendell. Ellie va alla Ewing Oil e sente JR parlare ad alta voce con Bobby. È turbata nel sentirlo dire che prenderà John Ross e lascerà Dallas.

## Svolta decisiva
- Titolo originale: The Wind of Change
- Diretto da: Corey Allen
- Scritto da: Peter Dunne

### Trama
La signora Ellie e Pam prendono la decisione finale sull'offerta Weststar; Donna e Ray ricevono brutte notizie sulla sua gravidanza; Sue Ellen continua a progredire nel suo recupero; Jack corteggia ulteriormente Jenna; Mandy si presenta al ballo del barone del petrolio.

## Strategia del potere
- Titolo originale: Quandary
- Diretto da: Michael Preece
- Scritto da: Joel J. Feigenbaum

### Trama
Ray e Donna indagano sulle opzioni per affrontare le condizioni del loro bambino; Dusty afferma di restare a Dallas; JR cerca immediatamente di trovare un modo per sbarazzarsi di Pam; Cliff rivuole Jamie; Angelica Nero è a pranzo con i petrolieri della città.

## Scontri ravvicinati
- Titolo originale: Close Encounters
- Diretto da: Corey Allen
- Scritto da: Hollace White & Stephanie Garman

### Trama
Angelica partecipa a un Southfork Rodeo; La madre di Sue Ellen la mette in guardia da Dusty; JR offre a Jack un lavoro alla Ewing Oil. Donna viene portata d'urgenza in ospedale, con la vita sua e del bambino a rischio.

## Più ombre che luci
- Titolo originale: Suffer the Little Children
- Diretto da: Michael Preece
- Scritto da: Leonard Katzman

### Trama
Cliff cerca di riparare i suoi rapporti con Jamie e Pam; Sue Ellen rinnova la battaglia per la custodia con J.R., che è impegnato a scoprire il passato di Angelica.

## L'affidamento
- Titolo originale: The Prize
- Diretto da: Corey Allen
- Scritto da: Hollace White & Stephanie Garman

### Trama
John Ross scappa mentre la lotta per la custodia volge al termine; Angelica cerca di affrettare il suo accordo con Ewing Oil, mentre JR continua a indagare sulle sue motivazioni.

## Affari misteriosi
- Titolo originale: En Passant
- Diretto da: Michael Preece
- Scritto da: Peter Dunne & Joel J. Feigenbaum

### Trama
JR fa appello contro la perdita della custodia di John Ross; Donna e Ray affrontano la perdita del loro bambino in modi molto diversi; Il detective rapito di JR viene utilizzato da Angelica e Nicholas per promuovere l'impresa dei Marinos; Sue Ellen e sua madre discutono sul suo futuro.

## Più che un addio
- Titolo originale: Goodbye, Farewell, and Amen
- Diretto da: Linda Day
- Scritto da: Will Lorin

### Trama
JR spera di ingannare Sue Ellen facendole rinunciare alla custodia; Jenna interrompe le cose con Jack; Pam vuole andare in vacanza con Mark; Clayton fa un patto all'insaputa della signora Ellie.

## Tradimenti
- Titolo originale: Curiosity Killed the Cat
- Diretto da: Larry Hagman
- Scritto da: Deanne Barkley

### Trama
Clayton protegge la signorina Ellie dalle sue difficoltà finanziarie; Ray e Donna si trasferiscono a Southfork; Cliff cerca di dire a Mandy che a JR non importa di lei; Jack scompare.

## Fuga di notizie
- Titolo originale: The Missing Link
- Diretto da: Linda Day
- Scritto da: Bill Taub

### Trama
Pam cerca risposte sullo smeraldo da Matt Cantrell; Mandy fa il doppio gioco con J.R.; Jack è ancora disperso e la sua presenza è necessaria più che mai; Sue Ellen inizia a lavorare.

## Lotta contro il tempo
- Titolo originale: Twenty-Four Hours
- Diretto da: Robert Becker
- Scritto da: Hollace White & Stephanie Garman

### Trama
La ricerca di Jack assume una nuova urgenza mentre Jamie è vicino alla morte; Donna inizia a lavorare con chi soffre della sindrome di Down; Angelica rivela perché Jack è così importante per lei; Pam cerca un modo per lavorare con Mark.

## Il solito J.R.
- Titolo originale: The Deadly Game
- Diretto da: Larry Hagman
- Scritto da: Bill Taub

### Trama
Jamie si riprende lentamente in ospedale; J.R. recluta Marilee Stone nell'affare dei Marinos; i problemi di Clayton si attenuano, non sapendo che la fonte è Miss Ellie; Pam organizza una visita alla miniera di smeraldi colombiana di Mark.

## La miniera di smeraldi
- Titolo originale: Blame It on the Bogota
- Diretto da: Robert Becker
- Scritto da: Peter Dunne

### Trama
J.R. e Cantrell continuano il loro piano per incastrare Pam; Angelica è sempre più insoddisfatta dell'accordo di condivisione degli utili dell'affare con i Marinos; Mark pensa che lui e Pam potrebbero non avere un futuro.

## Giochi nell'ombra
- Titolo originale: Shadow Games
- Diretto da: Roy Campanella II
- Scritto da: Joel J. Feigenbaum

### Trama
Pam e Matt arrivano in Colombia; la ritrovata stabilità di Sue Ellen spinge J.R. a riconsiderarla; Clayton scopre che la signora Ellie lo ha salvato; Donna confida a Miss Ellie che il suo bambino sarebbe nato con un ritardo mentale; Jenna diventa sempre più scoraggiata per la morte di Bobby.

## Mistero nella giungla
- Titolo originale: Missing
- Diretto da: Michael A. Hoey
- Scritto da: Leonard Katzman

### Trama
J.R. e le autorità locali cercano di localizzare Pam, scomparsa in Colombia; Jack soccombe agli inganni di Grace; Mandy smette di lavorare per Cliff.

## Problemi a Southfork
- Titolo originale: Dire Straits
- Diretto da: Bruce Bilson
- Scritto da: Joel J. Feigenbaum & Peter Dunne

### Trama
Mark e Cliff si adoperano per ottenere la liberazione di Pam; Jenna sprofonda sempre più nella depressione; Donna si avvicina a un bambino con ritardo mentale; J.R. pensa di capire Dimitri; Mandy confessa il suo tradimento.

## Pensando al futuro
- Titolo originale: Overture
- Diretto da: Corey Allen
- Scritto da: Hollace White & Stephanie Garman

### Trama
J.R. mostra un interesse sempre più attivo nel riconciliarsi con Sue Ellen; Jenna inizia a rendersi conto di non riuscire a gestire da sola il dolore per Bobby; Pam vuole esplorare la miniera di smeraldi; Ray si interessa a un bambino sordo affidatogli di nome Tony.

## Le vittime designate
- Titolo originale: Sitting Ducks
- Diretto da: Linda Day
- Scritto da: Susan Howard

### Trama
J.R. diventa sempre più sospettoso nei confronti di Angelica e dell'accordo con i Marinos; Pam deve difendere il suo lavoro alla Ewing Oil; il matrimonio di Lucy innervosisce Jenna; Ray continua ad affezionarsi a un ragazzo orfano e sordo.

## La carta vincente
- Titolo originale: Masquerade
- Diretto da: Larry Hagman
- Scritto da: Leonard Katzman

### Trama
J.R. e Jack non sono consapevoli del pericolo che corrono alla conferenza della Martinica; Pam mette in discussione il suo ruolo alla Ewing Oil; Jenna è sull'orlo di un crollo mentale totale.

## La ruota della fortuna
- Titolo originale: Just Desserts
- Diretto da: Linda Gray
- Scritto da: Peter Dunne & Joel J. Feigenbaum

### Trama
Angelica scompare dopo il tentato omicidio; Jenna progetta di lasciare Dallas; Ray parla con Donna di adottare; Pam prende una decisione riguardo al suo impiego alla Ewing Oil.

## Niente è perfetto
- Titolo originale: Nothing's Ever Perfect
- Diretto da: Bruce Bilson
- Scritto da: Leonard Katzman

### Trama
Dopo aver ripreso il controllo della Ewing Oil, J.R. punta decisamente su Sue Ellen; Ray e Donna iniziano le procedure di adozione; Angelica trama vendetta; Jenna ripensa se lasciare Southfork.

## Tecnologie avanzate
- Titolo originale: J.R. Rising
- Diretto da: Linda Day
- Scritto da: Joel J. Feigenbaum & Peter Dunne

### Trama
J.R. cerca di ottenere una fetta più grande dell'affare dei Marinos; la condanna per omicidio colposo di Ray ostacola la procedura di adozione; Matt cerca di prendere gli smeraldi; Angelica torna negli Stati Uniti.

## Eccesso di velocità
- Titolo originale: Serendipity
- Diretto da: Bruce Bilson
- Scritto da: Leonard Katzman

### Trama
Cliff pensa che J.R. abbia incastrato lui e il cartello nel fallimento dell'affare dei Marinos; Donna e Ray lavorano sulla riluttanza di Tony a farsi adottare; Jamie teme che stia nascendo una nuova faida tra Barnes ed Ewing; Angelica si dirige dritta a Dallas.

## L'adozione
- Titolo originale: Thrice in a Lifetime
- Diretto da: Jerry Jameson
- Scritto da: Joel J. Feigenbaum & Peter Dunne

### Trama
Il cartello è pronto a unirsi a Cliff per combattere J.R.; Pam e Mark preparano le nozze; Angelica va avanti con il suo piano di vendetta; i Krebbs incontrano altri ostacoli nel loro tentativo di adottare Tony.

## Riconciliazione
- Titolo originale: Hello, Goodbye, Hello
- Diretto da: Nick Havinga
- Scritto da: Leonard Katzman

### Trama
Il nuovo bracciante Ben Stivers suscita sospetti in Clayton e Punk; J.R. ottiene informazioni preziose contro Mark Graison, ma scopre che la Ewing Oil è in pericolo; Ray e Donna ottengono un'udienza nel loro caso di adozione; Angelica si avvicina alla sua vendetta.

## Il passato ritorna
- Titolo originale: Blast From the Past
- Diretto da: Michael Preece
- Scritto da: Joel J. Feigenbaum & Peter Dunne

### Trama
J.R. giura di nuovo fedeltà a Sue Ellen; Angelica porta a termine il suo piano di vendetta; Ray e Donna scoprono di poter adottare Tony; Pam e Mark si sposano, ma lei si sveglia con una sorpresa nella doccia.